# 긍선
긍선(亘璇: 1767~1852) 조선 후기의 승려이다. 호는 백파(白坡), 본관은 전주(全州), 성은 이씨(李氏)이며 조선 제11대 임금인 중종대왕(中宗大王)의 일곱째아들인 덕흥대원군(德興大院君)의 후손이다.
12세에 고창 선운사(禪雲寺)의 시헌장로(詩憲長老)에게서 승려가 되고, 용문암(龍門庵)을 거쳐 영원암(靈源庵)에 이르러 상언(尙彦)에게 서래(西來)의 종지를 배우고, 귀암사(龜岩寺)에서 회정(懷情)의 법통을 이어 받아, 백양산 운문암(雲門庵)에서 개당(開堂)하였다.
순조 30년 귀암사로 옮겨 사찰을 중건하고, 선강법회(禪講法會)를 열고 선문(禪門) 중흥의 종주로 추앙받았다.
저서로 《선문수경(禪文手鏡)》· 《5종강요기(五宗綱要記)》 등 수편이 전해지고 있다. 선운사에 김정희(金正喜)가 찬한 비(碑)가 있다.

## 같이 보기
- 조선 말기의 선론
- 의순
- 홍기
- 유형
- 서진하

## 참고 문헌
- 이 문서에는 다음커뮤니케이션(현 카카오)에서 GFDL 또는 CC-SA 라이선스로 배포한 글로벌 세계대백과사전의 내용을 기초로 작성된 글이 포함되어 있습니다.